# San Pelayo (Valladolid)
San Pelayo is een gemeente in de Spaanse provincie Valladolid in de regio Castilië en León met een oppervlakte van 10,64 km². San Pelayo telt 45 inwoners (1 januari 2016).

## Demografische ontwikkeling
Bron: INE, 1857-2011: volkstellingen